# Белый бриллиант
«Белый бриллиант» или «Белый алмаз» (англ. The White Diamond) — документальный фильм режиссёра Вернера Херцога, вышедший на экраны в 2004 году. Лента получила премию Нью-Йоркского общества кинокритиков за лучший неигровой фильм.

## Сюжет
Грэм Доррингтон — британский авиаконструктор, разработчик оригинальных моделей воздушных судов. Одно из его изобретений — дирижабль в форме капли, который он планирует использовать для съёмки нетронутых человеком природных ландшафтов. Съёмочная группа Вернера Херцога отправляется вместе с Доррингтоном в Гайану, чтобы запечатлеть испытания аппарата в условиях здешних первозданных лесов. Доррингтон посвящает работу своему другу — кинооператору Дитеру Плаге, погибшему во время экспериментального полёта на одном из прототипов дирижабля.